# Condado de Buelna
El condado de Buelna es un título nobiliario español creado el 30 de mayo de 1431 por el rey Juan II de Castilla a favor de Pero Niño, el cual fue además I señor de Cigales, Valverde de Campos, Bercola y Fuentebureba; merino mayor de Valladolid y ayo de Enrique II de Castilla. 

Este título fue rehabilitado en 1928 por el rey Alfonso XIII a favor de Mariano del Prado y O'Neill.
Su denominación hace referencia a San Felices de Buelna, en Cantabria.

## Condes de Buelna
|                                  | Titular                          | Periodo                          |
| Creación por Juan II de Castilla | Creación por Juan II de Castilla | Creación por Juan II de Castilla |
| -------------------------------- | -------------------------------- | -------------------------------- |
| I                                | Pero Niño                        | 1431-1454                        |
| Rehabilitación por Alfonso XIII  |                                  |                                  |
| II                               | Mariano del Prado y O'Neill      | 1928-                            |
| III                              | Mariano del Prado y de Rúspoli   |                                  |
| IV                               | José Miguel del Prado y Narváez  | 1991-actual titular              |

## Historia de los condes de Buelna
- Pero Niño (1378-1454), fue el I conde de Buelna, además de I señor de Cigales, Valverde de Campos, Bercola y Fuentebureba. Este condado (el territorio, no el título) fue vendido en 1462 a Juan Fernández Manrique de Lara, II conde de Castañeda, que se intituló conde de Buelna, así como dos de sus descendientes.

Rehabilitación en 1928:
- Mariano del Prado y O'Neill, II conde de Buelna, IX marqués de Acapulco, III marqués de los Ogíjares, X marqués de Caicedo, III marqués del Rincón de San Ildefonso.

1. Casó con María de la Encarnación Rúspoli y Caro, hija de Carlos Rúspoli y Álvarez de Toledo, III duque de la Alcudia, III duque de Sueca, XVII conde de Chinchón.

Le sucedió su hijo:
- Mariano del Prado y de Rúspoli, III conde de Buelna, X marqués de Acapulco.

1. Casó con Teresa Narváez y Melgar.

Le sucedió su hijo:
- José Miguel del Prado y Narváez, IV conde de Buelna, XI marqués de Acapulco.

## Nota aclaratoria
El condado (el territorio, no el título) fue vendido en 1462 a Juan I. Fernández Manrique de Lara, II conde de Castañeda, que se intituló "conde de Buelna".
Así mismo se intituló "conde de Buelna" su tataranieto Luis II Fernández Manrique de Lara y Pimentel, IV marqués de Aguilar de Campoo, y el hijo de este:
Bernardo I. Manrique de Lara y Mendoza de Aragón, V marqués de Aguilar de Campoo.